# Доленя Вас-при-Чрномлю
Доленя Вас-при-Чрномлю (словен. Dolenja Vas pri Črnomlju) — поселення в общині Чрномель, Південно-Східна Словенія, Словенія. Висота над рівнем моря: 157,6 м.